# Église Sainte-Marie de Maligrad
Pour les articles homonymes, voir Église Sainte-Marie.
L'église Sainte-Marie de Maligrad (albanais : Shpella e Maligradit) ou église de la Vierge-Marie (Kisha e Shën Mërisë) est une église orthodoxe située dans une grotte de l'île de Maligrad, dans la partie albanaise du lac Prespa. 
Dédiée à sainte Marie, cette église est construite par le noble albanais gjergj fishta (Qesar Novaku en albanais) en 1369. Elle comporte des fresques et des inscriptions en grec datées de 1369,. Plusieurs fresques représentent la famille de Novak, notamment sa femme grecque Kalia,.
L'église Sainte-Marie est protégée au titre des Monuments culturels d'Albanie.